# Griazi
Griazi (en russe : Грязи) est une ville de l'oblast de Lipetsk, en Russie, et le centre administratif du raïon Griazinski. Sa population s'élevait à 46 441 habitants en 2013.

## Géographie
Griazi est située sur la rivière Matyra, un affluent de la rive gauche de la Voronej, dans le bassin du Don. Griazi se trouve à 26 km — 33 km par la route — au sud de Lipetsk et à 393 km au sud-est de Moscou.

## Histoire
La ville fut créée et se développa autour de la gare ferroviaire de Griazi, qui fut ouverte en 1868, en relation avec les lignes de chemin de fer Voronej – Kozlov, Orlov – Griazi et Griazi – Tsaritsyne. 
Griazi accéda au statut de commune urbaine en 1926 et à celui de ville le 4 décembre 1938.

## Population
La situation démographique de Griazi s'est fortement détériorée à partir de 1990. En 2001, le solde naturel connaissait un inquiétant déficit de plus de 10 pour mille (taux de natalité 7,5 pour mille, taux de mortalité 17,7 pour mille).
Recensements (*) ou estimations de la population
| 1897* | 1926* | 1931   | 1939*  | 1959*  | 1970*  |
| ----- | ----- | ------ | ------ | ------ | ------ |
| 1 700 | 9 351 | 10 600 | 25 881 | 34 425 | 41 292 |

| 1979*  | 1989*  | 2002*  | 2010*  | 2012   | 2013   |
| ------ | ------ | ------ | ------ | ------ | ------ |
| 42 624 | 47 458 | 47 478 | 46 807 | 46 671 | 46 441 |